# Pieter van Roestraeten

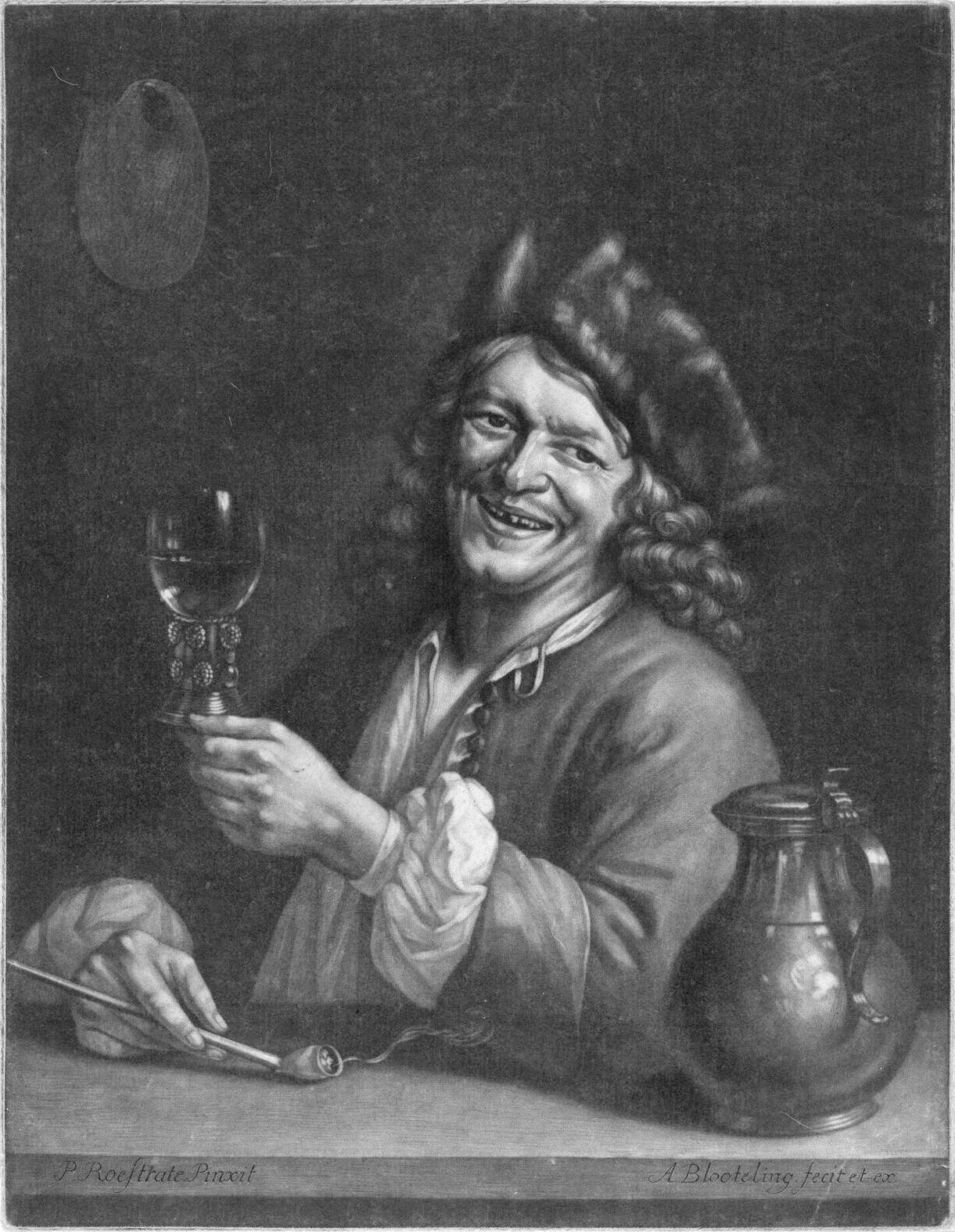
Ritratto di Pieter Gerritsz van Roestraeten eseguito da Abraham Bloteling

Pieter van Roestraeten, o Pieter Gerritsz. van Roestraeten o Pieter van Roestraten (Haarlem, 21 aprile 1630 (battezzato) – Londra, 29 aprile 1700 (o 24 luglio)), è stato un pittore e disegnatore olandese del secolo d'oro.

## Biografia

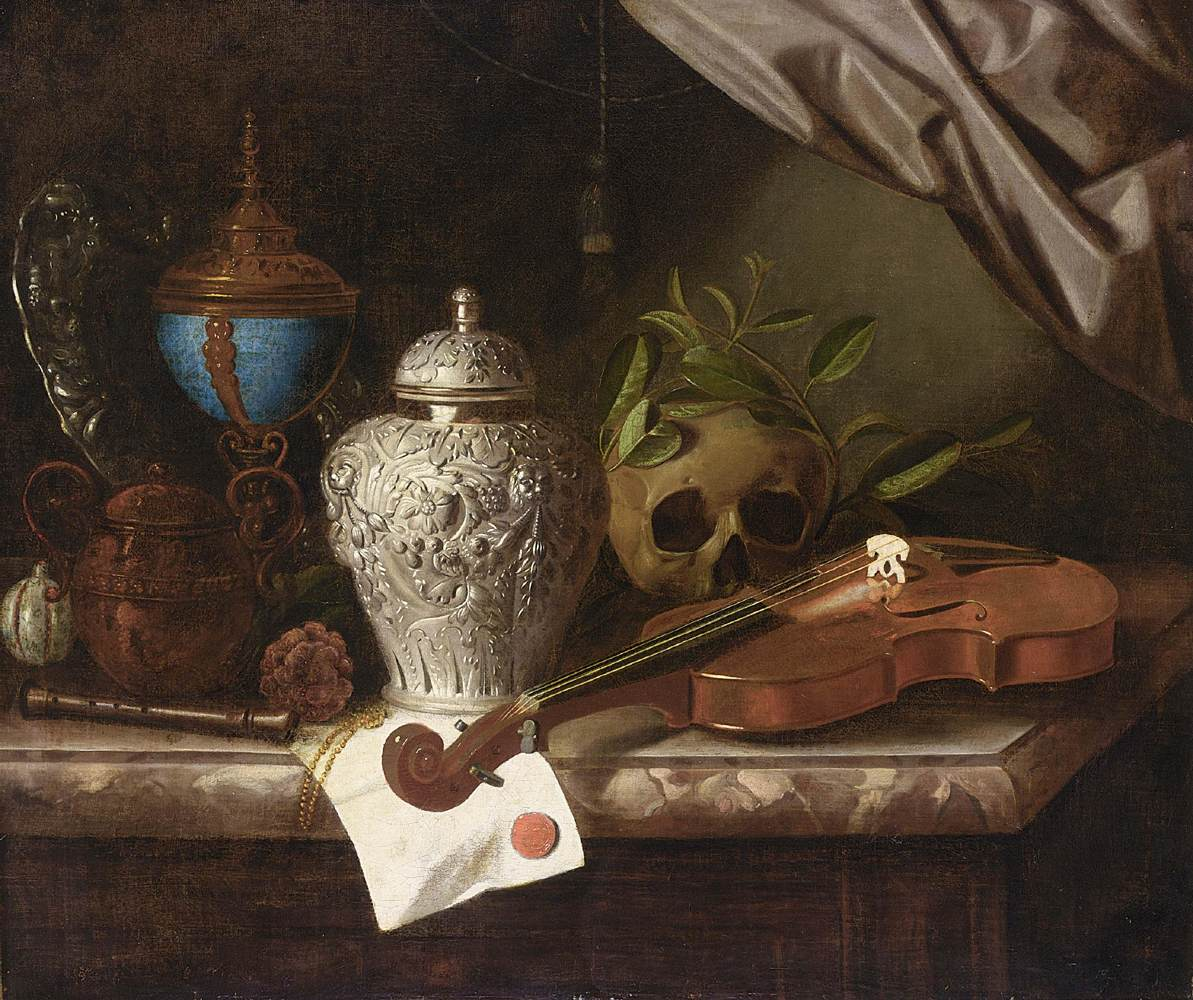
Vanitas

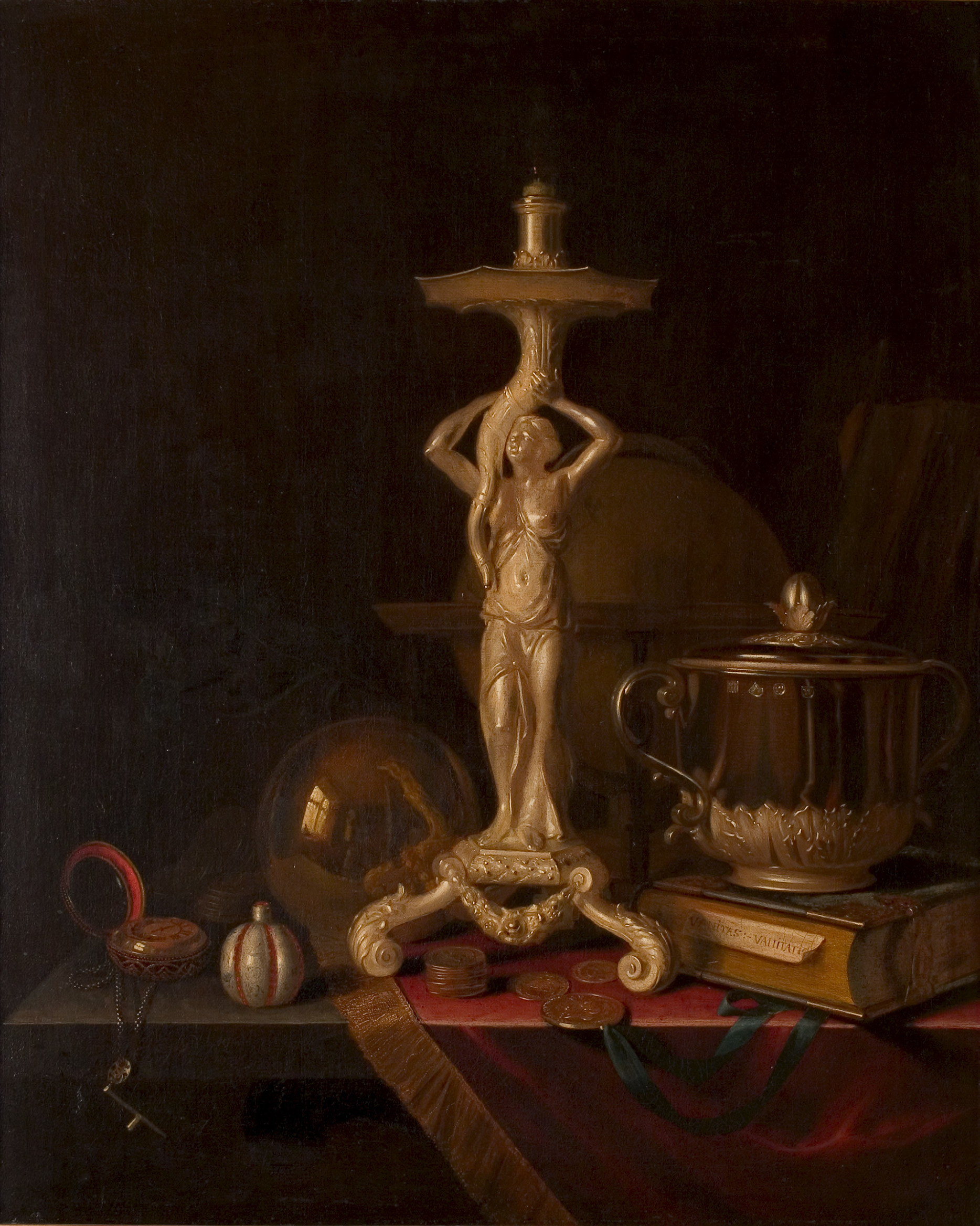
Vanitas

Allievo di Frans Hals tra il 1646 e il 1651 a Haarlem, divenne membro della locale Corporazione di San Luca come pittore ritrattista nel 1651. Il 6 ottobre dello stesso anno si trasferì ad Amsterdam, dove si sposò, per la seconda volta, con Adriaentje, una figlia di Frans Hals, il 6 giugno 1654. Tra il 9 marzo 1660 e il 1666 emigrò a Londra, probabilmente introdotto presso la corte di Carlo II da Sir Peter Lely, e qui operò fino al 1700.
Durante il periodo iniziale della sua carriera eseguì principalmente ritratti, come il suo maestro. Poi, su consiglio di Peter Lely o forse a causa di un accordo con quest'ultimo per evitare la competizione in ritrattistica, passò alla realizzazione di nature morte, in particolare floreali e vanitas ricche di oggetti esotici e preziosi, ricavandone 4-5000 fiorini. Tali nature morte erano dette pronkstilleven, cioè nature morte vistose, appariscenti e gli artisti iniziarono a produrle per soddisfare il cambiamento nel gusto dei clienti e le loro aspirazioni ad elevarsi socialmente: gli oggetti preziosi rappresentati non erano più appannaggio delle élite sociali, ma ormai anche la classe media poteva aspirarvi. Altra caratteristica delle vanitas realizzate dall'artista era la presenza di globi di vetro, in cui si specchiano altri oggetti o persone, ad indicare la fragilità della condizione umana.
Roestraten si dedicò inoltre alla pittura paesaggistica e di genere, riproducendo i soggetti di genere con uno stile simile a quello di Jan Steen. Fu suo seguace l'artista detto Pseudo-Roestraeten, noto per le sue nature morte con libri, documenti e oggetti preziosi. Subirono la sua influenza Christian Berentz, Robert Robinson e R.Arnold.

## Opere
- Autoritratto con pipa, bicchiere e brocca, dipinto (incisione di Abraham Bloteling)
- Vanitas con violino, teschio e vaso di zenzero d'argento, olio su tela, 63,5 x 75 cm
- Vanitas con candelabro e globo di vetro, olio su tela, 71,2 × 58,1 cm, 1675, Rijksmuseum Twenthe, Enschede
- Natura morta con tazze per il cioccolato, olio su tela, 46 x 60 cm[9]
- Vanitas con liuto e oggetti preziosi, olio su tela, 323,5 × 245,4 cm, 1678, Museo d'Arte, Ponce[10]
- Natura morta con tazze da tè in porcellana cinese, olio su tela, 35 × 48 cm, 1670-1680, Gemäldegalerie, Berlino[11]
- Natura morta con tazze da tè in porcellana, olio su tela, Museum Briner und Kern, Winterthur[12]
- La proposta, olio su tela, 73,5 x 63 cm, Museo Frans Hals, Haarlem[13]
- Il calzolaio, dipinto, Museo nazionale delle belle arti, Buenos Aires[14]